# Adolfo Bogoncelli
Adolfo Bogoncelli (Treviso, 6 dicembre 1915 – Milano, 15 luglio 1989) è stato un imprenditore e dirigente sportivo italiano, presidente della società di pallacanestro Olimpia Milano.

## Biografia
Bogoncelli nasce a Treviso nel 1915, si trasferisce a Milano nel 1934. Nel capoluogo lombardo conosce quasi casualmente la squadra del Dopolavoro Borletti, perché si reca a seguirne le sfide contro la squadra Giuliana della Ginnastica Triestina, nella quale militano alcuni suoi amici. Completati gli studi liceali si trasferisce a Modena, per conseguire la laurea in Chimica e Farmacia (poi cambia idea, studiando Economia).
Tornato a Milano, Bogoncelli decide di fondare la "Triestina Milano" nel 1945, riuscendo a far trasferire da Trieste otto atleti, con la promessa del pagamento delle spese universitarie e di alloggio. Finanziato dal Partito d'Azione, riesce ad iscrivere la Triestina al campionato; dopo solo un anno però i fondi finiscono e la squadra viene smantellata, trasferendosi a Como. Ma nel 1947 Bogoncelli acquisisce la Borletti, società ormai in crisi, rilevandone il titolo sportivo, i giocatori ed i titoli vinti. Nasce così l'attuale Olimpia Milano.
Bogoncelli trasferisce la squadra dall'impianto di via Washington a quello della palestra "Forza e Coraggio" di via Gallura; riesce ad ottenere il primo contratto di sponsorizzazione nella storia della pallacanestro italiana, avendo garantiti dall'industriale Borletti 300.000 lire per il primo anno, 600.000 per il secondo. 
Bogoncelli riesce ad acquistare i migliori talenti italiani: Sergio Stefanini, Agostino Miliani, Giuseppe Sforza, Ricky Pagani, Romeo Romanutti, oltre a Cesare Rubini. Il suo obiettivo è quello di curare fortemente il vivaio della squadra, in modo da offrire un adeguato ricambio tecnico; Bogoncelli capisce anche che con un ottimo vivaio, il bilancio della società può essere sempre mantenuto in attivo. Nel 1956 stipula la sponsorizzazione con la Simmenthal, con cui resta legato per 17 anni.
Bogoncelli fu sempre un precursore. Merito suo è l'ingaggio di uno dei primi stranieri nella storia del campionato italiano: il greco Mimīs Stefanidīs nel 1955; è sua l'idea di sostituire le divise da gioco, dalle vecchie t-shirt alle nuove canotte; sempre merito suo è l'idea di far indossare le "scarpette rosse" ai giocatori; è il presidente della prima squadra italiana a vincere la Coppa dei Campioni (nel 1966). Bogoncelli fu anche uno dei fondatori della Lega Basket.
Nel giugno 1980 cedette la società al gruppo Gabetti.
Muore nel 1989, all'età di 73 anni, a causa di una malattia incurabile.
La pallacanestro italiana riconosce i suoi grandi meriti nella storia dello sport italiano, iscrivendolo nel 2009 nell'Italia Basket Hall of Fame, massimo riconoscimento conferito dalla Federazione Italiana Pallacanestro.